# João Ninguém
João Ninguém é um filme de comédia musical brasileiro de 1936 dirigido por Mesquitinha. O nome do filme foi inspirado numa canção de Noel Rosa gravada no ano anterior. Trata-se do primeiro filme brasileiro com cenas coloridas.

## Sinopse
O filme conta a história de um compositor popular cuja obra-prima foi roubada por um malandro. Este, além de apossar-se da música e fazer sucesso, ainda lhe rouba a namorada.

## Elenco
- Mesquitinha
- Grande Otelo
- Dea Selva
- Barbosa Júnior
- Darcy Cazarré
- Plácido Ferreira
- Rafael Almeida
- Plácido Ferreira
- Antonia Marzullo
- Mendonça Balsemão
- Ary Barroso
- Dircinha Batista
- Arnaldo Coutinho
- Jaime Ferreira
- Hilda Jaanikz

## Números Musicais
- "Sonhos azuis" (de João de Barro e Alberto Ribeiro)
- "Cartinha cor de rosa" (de João de Barro)